# L'Hermitage-Lorge
L'Hermitage-Lorge è un comune francese soppresso e frazione del dipartimento delle Côtes-d'Armor nella regione della Bretagna. Dal 1º gennaio 2016 si è fuso con il comune di Plœuc-sur-Lié per formare il nuovo comune di Plœuc-L'Hermitage.

## Società

### Evoluzione demografica
Abitanti censiti